# Lisa Lisa & Cult Jam with Full Force
| Críticas profissionais                                                      | Críticas profissionais |
| Avaliações da crítica                                                       | Avaliações da crítica  |
| Fonte                                                                       | Avaliação              |
| --------------------------------------------------------------------------- | ---------------------- |
| allmusic                                                                    | link                   |
| Robert Christgau                                                            | C+link                 |
| Esta tabela precisa de ser acompanhada por texto em prosa. Consulte o guia. |                        |

Lisa Lisa & Cult Jam with Full Force é um álbum de estreia do grupo Lisa Lisa & Cult Jam, lançado em 1985 pela gravadora Columbia.

## Desempenho nas paradas musicais
| Parada musical (1985)          | Melhor posição |
| ------------------------------ | -------------- |
| Estados Unidos (Billboard 200) | 52             |
| Estados Unidos (R&B Albums)    | 16             |
| Reino Unido (UK Albums Chart)  | 96             |